# Brezje (Kroatien)
Brezje ist ein Dorf in Kroatien in der Gespanschaft Međimurje. Es liegt ca. 5 Kilometer nordwestlich von Čakovec.

## Geschichte
Die ersten schriftlichen Urkunden, die über das Dorf Brezje aussagen, findet man am Beginn des 13. Jahrhunderts. Im Jahr 1350 kommt die Region Medjimurje in den Besitz von Herzog Lackovic und wird ein vereinter Besitz. Aus dem 17. Jahrhundert (22. Februar 1672) ist eine Liste von Kleinadeligen erhalten worden. Der Adel ist nach dem Ort des Eigentums angegeben, sogar die Wehrpflichten wurden nach der Größe des Besitzes zugeteilt. Der Adelige Stjepan Horvat oder Bubimilovic aus Brezje musste zwei Reiter zur Verfügung stellen. Die Kleinadeligen, die in dieser Zeit in Brezje ihren Besitz hatten, waren Cinder, Horvat und Trajber.
In der Zeit der ungarischen Besetzung, trug Brezje den Namen Nyireszfalva (Nyrfa – die Birke, falu – das Dorf). Angeblich bekam Brezje seinen Namen wegen der großen Anzahl Birken, die sich dort befanden, doch heute kann man in Brezje keine einzige Birke mehr finden.

## Einwohnerentwicklung
| Jahr | Zahl | Jahr | Zahl |
| ---- | ---- | ---- | ---- |
| 1869 | 271  | 1953 | 308  |
| 1880 | 130  | 1961 | 363  |
| 1890 | 147  | 1971 | 473  |
| 1900 | 139  | 1981 | 478  |
| 1910 | 177  | 1991 | 680  |
| 1921 | 173  | 2001 | 759  |
| 1931 | 181  | 2009 | 954  |
| 1948 | 310  |      |      |

## Unternehmerzone Brezje
Die Unternehmerzone Brezje befindet sich 300 m von der Staatsstraße Čakovec-Štrigova-Slowenien entfernt. Die Fläche der Zone beträgt 43 000 m². Zurzeit ist nur ein Unternehmer in der Zone tätig, der 15 Angestellte hat.

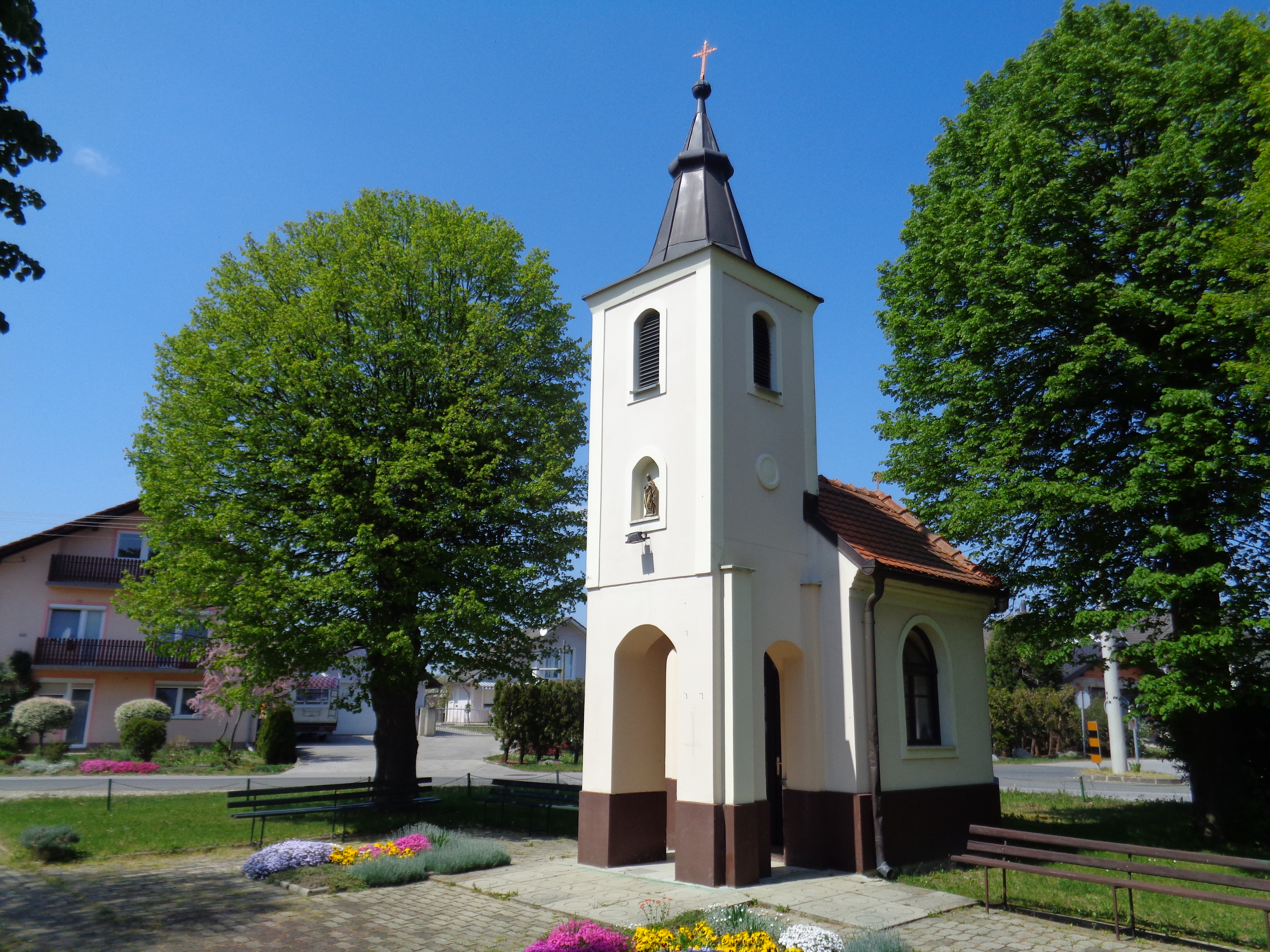
Kapelle in Brezje

## Feuerwehr
Die Freiwillige Feuerwehr wurde 1953 gegründet. Die Initiatoren waren Franjo Horvat, Josip Medlobi und Franjo Novosel. Zwei Jahre vor der Gründung besuchten einige Einwohner von Brezje einen Feuerwehr-Lehrgang in Lopatinec, den sie auch erfolgreich abgeschlossen haben. Das offizielle Begründungsdatum ist der 2. Februar 1954, und 2004 feierte die Freiwillige Feuerwehr aus Brezje ihren fünfzigsten Jahrestag.

## Sport

### Schützenverein „Zelenbor“
Der Schützenverein „Zelenbor“ wurde am 16. Februar 1975 auf die Initiative der Ortsgemeinschaft gegründet. Die Schießhalle wurde schon im nächsten Jahr gebaut.„Zelenbor“ gewann bis heute in der Staatsmeisterschaft den ersten und den zweiten Platz viermal. Seit 1998 ist „Zelenbor“ Teil des „Internationalen Schützenverbandes“ (Österreich, Slowenien, Kroatien). In sieben Jahren des Wettbewerbs gewann „Zelenbor“ einen ersten, vier zweite, zwei dritte und einen vierten Platz in der Konkurrenz von 15 Mannschaften.

### NK Hajduk Brezje
Der Fußballklub NK Hajduk Brezje wurde am 10. März 1962 gegründet. In dieser Zeit unterstützte man zwei Fußballvereine in Kroatien – Dinamo Zagreb und Hajduk Split. Weil der erste Präsident ein großer Fan von Hajduk war, bekam auch der Verein aus Brezje den Namen Hajduk. Als Spielplatz diente eine Wiese, bis man 1970 ein Fußballspielfeld baute.

### Brezijada
„Brezijada“ ist eine traditionelle und sportliche Veranstaltung, in der die Einwohner von Brezje in verschiedenen Disziplinen ihr sportliches Können unter Beweis stellen. Das Dorf wird in acht Mannschaften aufgeteilt (nach den Straßen in den sie leben) und jedes Team wetteifert in 20 verschiedenen Disziplinen: vom Fußballspielen bis zum Austrinken des Bieres. Alle Teilnehmer essen und trinken den ganzen Tag umsonst. Am Ende wird das beste Team zum Sieger ernannt und es bekommt auch einen symbolischen Preis. Danach wird bis in die Morgenstunden gefeiert.